# Personaggi di Food Wars! - Shokugeki no Soma
Questa è la lista dei personaggi presenti nel manga Food Wars! - Shokugeki no Soma.

## Studenti

### Il personaggio principale
- Sōma Yukihira

Sōma Yukihira (幸平 創真?, Yukihira Sōma) : è uno studente del secondo anno dell'Accademia Tōtsuki. È ragazzo di 16 anni che per tutta la vita ha lavorato insieme al padre nel ristorante di famiglia "Da Yukihira", basato sulla preparazione di specialità della giornata. Fa parte della 92ª generazione di cuochi della Tōtsuki. È l'unico studente della sua generazione ad essere riuscito ad entrare all'Accademia al primo anno del liceo, essendo stato l'unico ad essersi sottoposto alla prova di ammissione pur avendo come giudice la studentessa Erina Nakiri. Per questo viene anche chiamato lo studente trasferito.

### Dormitorio Stella Polare
Il dormitorio Stella Polare è l'unico dormitorio dell'accademia ad essere separato dalla sede centrale. Dall'esterno è identificabile come una villa in stile occidentale dall'aspetto piuttosto vecchio e cadente, mentre all'interno appare molto ben tenuto, con diverse stanze e strutture tipiche anche degli hotel di lusso. Il motivo dell'isolamento della struttura è dovuto al fatto che nel periodo conosciuto come "Età dell'oro dello Stella Polare" avvenuto circa vent'anni fa, attraverso gli Shokugeki, i membri del dormitorio avevano conquistato una tale quantità di risorse e terreno che il dormitorio era diventato economicamente indipendente dall'accademia. Ora che sono passati tanti anni è stato quasi dimenticato da gran parte degli studenti.
- Soma Yukihira
- Megumi Tadokoro
- Shun Ibusaki (伊武崎 峻?, Ibusaki Shun): è uno studente del secondo anno, i suoi capelli sono costantemente portati in modo tale da ombreggiare i suoi occhi, che restano sempre in ombra (vengono mostrati per la prima volta durante lo Staigiare). Shun è un tipo tranquillo e compassato, costantemente serio, tuttavia gli dà molto fastidio perdere e reagisce spesso in modo infantile, chiudendosi nella propria stanza. Shun è uno dei migliori cuochi del primo anno e non è entrato tra i migliori 8 delle Elezioni per un soffio, qualificandosi nel suo girone insieme a Zenji. La sua specialità sono i piatti affumicati. Viene soprannominato, infatti, "il principe del fumo". Shun riesce anche a superare lo Stagiaire, seppur con molta difficoltà. Durante il festival lavora nello stand organizzato da Satoshi. Viene espulso nella terza fase degli Esami di Promozione. Dopo la vittoria dei ribelli e la sua riammissione, Shun prende parte a diversi shokugeki e finora ha totalizzato cinque vittorie di fila.
  - Stile culinario: Shun è specializzato nell'affumicatura del cibo, ogni ingrediente nel suo piatto viene affumicato in modo tale da esaltare il gusto complessivo dell'intero piatto. Ha molta esperienza su questo tipo di gastronomia. Una delle caratteristiche migliori dell'affumicatura è la capacità di colpire i clienti anche con l'aroma, di cui il fumo che esce dalle pentole è ricco, stimolando il loro appetito ancor prima di poter vedere la pietanza. In questo è, in un certo senso, simile ad Akira.
- Zenji Marui (丸井 善二?, Marui Zenji): è uno studente del secondo anno, è molto simile allo stereotipo del nerd. Porta gli occhiali, ha un fisico gracile, una scarsa resistenza, è molto ordinato e non sa dire di no quando i suoi compagni irrompono nella sua stanza per festeggiare ogni giorno. Zenji non ha un talento notevole in cucina e passa spesso inosservato, ma è dotato di un'intelligenza spiccata e di un'ottima memoria. A dispetto delle apparenze è un ottimo cuoco perché, pur non avendo un vero talento culinario e una scarsa prestanza atletica, il suo studio gli permette di realizzare piatti notevoli. Viene espulso nella terza fase degli Esami di Promozione. Viene poi riammesso a seguito della vittoria dei ribelli sulla Centrale.
  - Stile culinario: Zenji utilizza soprattutto ricette ed ingredienti molto classici, a volte persino antichi, studiati al seminario Miyazato, di cui è il miglior esponente. Il suo punto di forza consiste nella sua intelligenza che gli permette di avere una vastissima conoscenza su numerosi ingredienti e piatti, tuttavia è poco preparato sulla gastronomia molecolare, infatti i piatti di Alice, i suoi strumenti da cucina e come li usa vanno oltre le sue conoscenze, essendo un ramo praticamente del tutto nuovo della cucina.
- Yūki Yoshino (吉野 悠姫?, Yoshino Yūki): è una studentessa del secondo anno del dormitorio Stella Polare, è una ragazza energica che fa sempre il tifo per i suoi compagni e si impegna ogni volta al massimo, sebbene certe volte faccia delle "scene madri" molto comiche. Yūki alleva gli stessi animali che poi usa per cucinare e ha anche allestito un allevamento di polli vicino al dormitorio. Tra gli studenti del primo anno è una dei migliori, nonostante non riesca ad entrare tra i migliori otto alle Elezioni. Durante il festival scolastico lavora nello stand organizzato da Isshiki. Viene espulsa nella terza fase degli Esami di Promozione. Viene poi riammessa a seguito della vittoria dei ribelli sulla Centrale.
  - Stile culinario: Yūki ha uno stile culinario basato sulla selvaggina, infatti nella sua camera dispone di diversi animali selvatici, tra cui cinghiali, oche, anatre e conigli. Coccola molto i suoi animali, allevandoli con cura, per poi ucciderli personalmente quando vuole usarli per preparare i suoi piatti. Sembra che sia anche in contatto con dei cacciatori per procurarsi gli animali di cui ha bisogno. Vicino al dormitorio ha anche allestito un allevamento di polli.
- Ryōko Sakaki (榊 涼子?, Sakaki Ryōko): è una studentessa del secondo anno del dormitorio Stella Polare, è una ragazza calma, coscienziosa e riflessiva. Ryōko è una delle migliori cuoche del primo anno e alle Elezioni non si qualifica alla fase finale, ma ci va vicino ottenendo un punteggio pari a quello di Mito. La sua famiglia possiede un noto negozio di cibi fermentati. Produce illegalmente del sake che versa ai festini del dormitorio, cosa che tengono nascosta visto che sono tutti minorenni. Durante il festival scolastico lavora nello stand organizzato da Isshiki. Viene espulsa nella terza fase degli Esami di Promozione. Viene poi riammessa a seguito della vittoria dei ribelli sulla Centrale.
  - Stile culinario: Ryoko è specializzata nell'utilizzo del Kōji, un particolare tipo di riso fermentato utilizzato per molti piatti della cucina giapponese come la zuppa di riso e anche il sake. Dispone un laboratorio di fermentazione vicino al dormitorio dove prepara e supervisiona personalmente l'intera produzione di Kōji.
- Satoshi Isshiki

### Elite 10
Gli Elite 10 sono i dieci migliori studenti della Tōtsuki. Sono la massima autorità dell'istituto dopo il direttore e ogni alunno che ne è membro è già una figura di rilievo all'interno dell'ambiente gastronomico. Tutti i membri degli Elite 10 sono investiti di molteplici responsabilità amministrative, ma anche di privilegi incredibili, che aumentano rispettivamente alla propria posizione in graduatoria, poiché possono accedere a strutture e risorse esclusive. Ad esempio possono accedere a documenti privati della Tōtsuki riguardanti tecniche culinarie e ricette di altissimo livello, possono disporre dell'immenso patrimonio dell'accademia per ottenere qualsiasi libro di cucina, ingrediente e utensile. Possono andare dove desiderano e fare ciò che vogliono finché si tratta di gastronomia.
1. Sōma Yukihira
2. Satoshi Isshiki (一色 慧?, Isshiki Satoshi): è uno studente del terzo anno, detentore del secondo seggio degli Elite 10. Ha l'abitudine di girare nudo al dormitorio, coperto solo dal grembiule da cucina. Ha un animo festaiolo e si preoccupa sempre per i suoi compagni. Ama coltivare i campi agricoli del dormitorio. Vi dedica una tale cura che finisce spesso per saltare le lezioni. Satoshi sfida amichevolmente Sōma al suo arrivo nel dormitorio ad una gara di cucina, conclusasi in parità, anche se in realtà Satoshi non si era neanche lontanamente impegnato. Durante il festival scolastico organizza uno stand per sé e i compagni di dormitorio. Satoshi è nettamente il miglior cuoco della 91ª generazione dell'Accademia. Nel Régiment de Cuisine batte facilmente Julio, dopodiché nel quarto turno affronta il primo seggio Eishi, ma viene sconfitto, pur avendolo messo in difficoltà. Dopo la vittoria del team ottiene nuovamente un seggio negli Elite 10, il secondo.
  - Stile culinario: essendo la famiglia Isshiki il pilastro dell'ovest della cucina tradizionale giapponese, Satoshi è un esperto in questo campo che, però, non si può definire la sua vera specialità, in quanto la cosa che gli riesce meglio è andare contro ogni forma di tradizione culinaria applicandovi tecniche di qualsiasi genere. È in grado di unire ingredienti apparentemente incompatibili riuscendo a creare piatti straordinari.
3. Terunori Kuga (久我 照紀 Kuga Terunori): è uno studente del terzo anno, detentore del terzo seggio degli Elite 10. È basso e detesta chi glielo fa notare. Parla in modo molto amichevole, ma è anche arrogante e non esita a far notare alle persone i loro difetti. Nutre una fortissima rivalità, non ricambiata, nei confronti di Eishi Tsukasa, il primo seggio, sin da quando quest'ultimo lo sconfisse l'anno prima, per poi scordarsi anche di averlo affrontato. È il presidente della SR di Cucina Cinese. Al Festival ottiene il maggior numero di incassi complessivi, ma perde in quelli degli ultimi due contro lo stand di Sōma. Al Régiment de Cuisine perde contro Tsukasa. Ottiene nuovamente un posto negli Elite 10 dopo la vittoria del suo team, il terzo.
  - Stile Culinario: la specialità di Terunori è la cucina del Sichuan. I suoi piatti sono estremamente piccanti, ma a causa del loro straordinario sapore i clienti non possono evitare di continuare a mangiare, assuefatti dal gusto e dal dolore stesso che provano quando mangiano.
4. Akira Hayama (葉山 アキラ?, Hayama Akira): è un ragazzo indiano e studente del secondo anno della Tōtsuki, nonché quarto seggio degli Elite 10. È l'assistente di Jun Shiomi, della quale mette in pratica le teorie sui propri piatti. Akira fu trovato da Jun per strada in India mentre rovistava nella spazzatura, e lei decise di prenderlo con sé diventando una sorta di madre adottiva per lui. Altezzoso e determinato, Akira mira a diventare il migliore dell'Accademia. Alle Elezioni trionfa in finale contro Sōma e Ryō. Spinto da Azami ad allearsi con la Centrale e ottenuto il nono seggio degli Elite 10, viene però sconfitto da Sōma e quindi espulso. Dopo la sua riammissione grazie alla vittoria dei ribelli sulla Centrale, Akira conquista nei mesi seguenti il titolo di quarto seggio, che continua a perdere e riconquistare negli shokugeki contro Kurokiba.
  - Stile Culinario: Grazie al suo senso dell'olfatto finissimo, quasi al pari del Palato di Dio di Erina, Akira è in grado di stabilire il grado di cottura di una pietanza senza doverla assaggiare e basa la sua cucina sull'aroma e il profumo che i suoi piatti emanano prima ancora che vengano mangiati. Utilizza il suo olfatto per mettere in pratica le teorie elaborate da Jun e questo lo rende lo studente più esperto dell'accademia nel campo delle spezie, che usa in gran quantità nei suoi piatti.
5. Ryō Kurokiba (黒木場 リョウ?, Kurokiba Ryō): è l'assistente di Alice e studente del secondo anno della Tōtsuki, nonché quinto seggio degli Elite 10. È calmo ed ubbidiente, ma quando indossa la sua bandana cambia del tutto personalità, diventando aggressivo e scurrile, soprannominato il dittatore della cucina. Nonostante sia il suo assistente, nelle loro sfide è riuscito a sconfiggere Alice più volte di quante ci sia riuscita lei. Sin da piccolo è stato chef di un ristorante di pesce e tutti i suoi cuochi erano adulti ed esperti. Quando Alice decide, contro la sua volontà, di prenderlo come assistente, fanno una sfida di cucina vinta da lei. Kurokiba sfida Alice centinaia di volte e solo dopo 2 anni riesce a vincere per la prima volta. Alle Elezioni arriva fino alla finale, dove perde contro Akira. Dopo aver sconfitto Kusunoki, viene espulso agli Esami di Promozione contro un Elite 10. Nei mesi a seguito della sua riammissione dopo la vittoria dei ribelli sulla Centrale, Kurokiba conquista il quinto seggio, che continua a perdere e poi a rivincere nelle sue sfide quotidiane con Alice. Al tempo stesso però ogni giorno sfida anche Hayama, vincendo e perdendo il quarto seggio di continuo visto che, proprio come contro Alice, il bilancio delle loro vittorie e sconfitte è paritario nelle loro sfide.
  - Stile culinario: Essendo nato e cresciuto in una città portuale in Danimarca e avendo avuto come clienti dei marinai, è un cuoco che utilizza principalmente i sapori forti e piatti a base di pesce. Il suo immenso spirito combattivo è palpabile nei suoi stessi pianti, i cui sapori hanno un gusto esplosivo che punta a spazzare via i suoi avversari. Nonostante il suo stile sia quasi opposto a quello di Alice, le loro innumerevoli sfide gli hanno permesso di imparare diverse cose sulla cucina d'avanguardia ed è in grado anche di sfruttare queste caratteristiche per esaltare il suo stile culinario. Dopo la sconfitta nelle selezioni autunnali evolve il proprio stile culinario rendendolo più raffinato e non più basato solo sullo scontro di sapori forti.
6. Alice Nakiri (薙切 アリス?, Nakiri Arisu): è una studentessa del secondo anno e detiene il sesto seggio degli Elite 10. Cugina di Erina, figlia di padre giapponese e madre danese. È albina. Ha passato diversi anni nel centro di ricerca del padre in Danimarca, per migliorare la propria abilità in cucina per superare la cugina. Diversamente da Erina, Alice è espansiva e adora scherzare, comportandosi in modo spesso infantile, ma similmente alla cugina è molto autoritaria e inflessibile quando decide di dare ordini, nonché molto egocentrica. È specializzata nella cucina molecolare, grazie alla quale vince molti premi fin da giovane, e viene definita come uno dei migliori cuochi della Tōtsuki. Agli Esami di Promozione viene espulsa dopo la sconfitta contro un Elite 10. Viene riammessa dopo la vittoria dei ribelli nel Régiment de Cuisine e, nei mesi successivi, conquista il sesto seggio. Continua ogni giorno a sfidare Kurokiba e, visto che il bilancio delle loro vittorie è praticamente identico, spesso conquista il quinto seggio per poi perderlo quando viene nuovamente sconfitta da lui.
  - Stile culinario: Alice è specializzata nella cucina molecolare. I suoi macchinari per la cucina sono numerosi, di ultima generazione e costosissimi. Ha collaborato sin da giovanissima con numerosi ristoranti di alta classe nella creazione di nuovi cibi basati sulla gastronomia molecolare, nella quale viene definita un autentico prodigio a livello mondiale. Il suo livello di conoscenza in questo campo è eguagliabile solo da pochissimi chef al mondo. Alice dimostra anche una grande conoscenza dei sensi e delle reazioni del cervello al cibo. Tutto ciò le è utile sia con la cucina tradizionale che nella sua cucina d'avanguardia.
7. Takumi Aldini (タクミ・アルディーニ?, Takumi Arudini): è il fratello gemello di Isami, metà italiano e metà giapponese, studente del secondo anno nonché settimo seggio. È molto popolare tra le ragazze, tanto che le studentesse hanno creato un suo fan club che conta circa 87 membri. Takumi veste sempre in modo elegante e sta molto attento a curare il proprio look, in modo da dimostrare la propria professionalità, è anche molto galante con le ragazze. È molto protettivo verso suo fratello e verso l'onore della sua trattoria di famiglia in Toscana. In molti aspetti è simile a Sōma, che considera il suo rivale principale nell'accademia. Nonostante non lo sembri, Takumi è molto vendicativo. Viene sconfitto e umiliato da Subaru alle Elezioni, cosa che lo sprona a lavorare molto per migliorare. Nel Régiment de Cuisine sconfigge Eizan, ma viene poi battuto da Rindō. Dopo la vittoria del suo team, ottiene il settimo posto negli Elite 10.
  - Stile culinario: la specialità di Takumi è la cucina italiana, ma non si limita a questo. Conoscenze tecniche e ingredienti di molte altre culture ed è solito sfruttarle per esaltare i suoi piatti mantenendo lo stile italiano. Takumi, infatti, è fiero della sua origine italiana e ama profondamente la cucina. Porta sempre un coltello a mezzaluna con sé e che è abilissimo ad usare. La sua capacità di inventiva e adattamento, oltre alle sue origini in un ristorante di famiglia, lo rendono molto simile a Sōma. Dopo la sconfitta contro Subaru, Takumi ha imparato a studiare e ad intuire le mosse dell'avversario e ad agire di conseguenza.
8. Etsuya Eizan (叡山 枝津也?, Eizan Etsuya): studente del terzo anno nonché ottavo seggio, viene soprannominato l'Alchimista. Ha grandi capacità non solo in ambito gastronomico ma anche economico, facendo da consulente per molti ristoranti di alta classe e società sparsi in tutto il Giappone. Ha già risolto oltre cinquecento casi senza mai fallire. Il denaro è il solo motivo per cui ha deciso di dedicarsi alla ristorazione. Era consulente anche del Mozuya, finché Sōma, nei suoi giorni di vacanza, ne ha distrutto il giro d'affari in tre giorni. Eizan propone a Sōma di diventare un suo subordinato, ma quando quest'ultimo rifiuta inizia a tramare per farlo espellere alle Elezioni Autunnali sfruttando Mimasaka, tuttavia Sōma riesce a battere Subaru, mandando in fumo i suoi piani. Nel Régiment de Cuisine viene sconfitto da Takumi. Perde il seggio quando il resto del team viene sconfitto. Nei mesi seguenti è riuscito, tuttavia, ad impossessarsi nuovamente di un posto tra gli Elite, l'ottavo.
  - Stile culinario: Eizan è un esperto di cucina da ogni parte del mondo. Questa conoscenza gli permette di creare facilmente piatti straordinari, ma la sua vera specialità risiede nello sfruttare le componenti chimiche degli ingredienti per poter condizionare i sensi di chi deve giudicare il piatto, in modo da esaltare il sapore del suo e distruggere completamente quello del suo avversario.
9. Nene Kinokuni (紀ノ国 寧々 Kinokuni Nene): è una studentessa del terzo anno nonché nono seggio. È una ragazza fredda, tranquilla e silenziosa, porta gli occhiali rotondi e ha un'aria costantemente seria in volto. Vuole sempre che le sfide culinarie a cui partecipa siano in condizioni di assoluta equità, in modo da vincere onestamente. Data la sua posizione è considerata da molti la miglior cuoca della sua generazione, ma in realtà Satoshi le è superiore. Nel Régiment de Cuisine viene sconfitta al primo turno da Sōma. Perde il seggio dopo la sconfitta del resto del suo team, per poi riconquistare un altro posto nei mesi seguenti.
  - Stile culinario: Nene, essendo la famiglia Kinokuni il pilastro dell'est della cucina tradizionale giapponese. è un'esperta in questo campo, in particolare nella preparazione della Soba, una pasta molto simile agli spaghetti, di cui è maestra. La tecnica di preparazione a mano della Soba necessita molti anni di esercizio per acquisirla, e Nene si è allenata in questa pratica fino a perfezionarla al massimo.
10. Megumi Tadokoro (田所 恵?, Tadokoro Megumi): studentessa del secondo anno e decimo seggio degli Elite 10, è gentile, timida ed insicura. Al primo anno era sul punto di essere cacciata dall'accademia per i suoi scarsi voti. Questo non perché non abbia talento come cuoca, ma perché soffre di panico da palcoscenico che le fa commettere errori sciocchi. Ciò le ha provocato forti complessi di inferiorità. Dopo l'arrivo di Sōma guadagna molta più fiducia in se stessa entrando tra i migliori 9 della 92ª generazione della Tōtsuki. Megumi è nata e cresciuta in una città portuale e ha acquisito esperienza culinaria dando una mano al piccolo albergo di famiglia. Ammira molto la determinazione di Sōma. Megumi fa parte anche della SR di Cucina Locale, di cui è la migliore esponente. Nei quarti di finale delle Elezioni viene sconfitta da Kurokiba. Nel Régiment de Cuisine viene sconfitta per 2-1 da Momo. Dopo la vittoria finale del team ribelle, Megumi ottiene il decimo seggio degli Elite 10. Usa il potere concesso dalla sua posizione nei mesi seguenti per viaggiare in giro per il mondo e conoscere tante persone, assimilando i loro concetti di "ospitalità" per poterli imprimere meglio nei suoi piatti, inoltre ha raggiunto una ancora superiore determinazione e fiducia in sé quando si tratta di cucina.
  - Stile culinario: Megumi è una cuoca molto promettente e la sua specialità risiede nei piatti a base di verdure. Essendo nata e cresciuta in una città portuale, Megumi è molto abile anche nei piatti a base di pesce e frutti di mare e una delle sue abilità è eseguire il taglio appeso della rana pescatrice. Dopo essere stata allenata da Shinomiya ha imparato a saper sfruttare il suo punto di forza, le verdure, anche nei piatti dove queste ultime non siano l'ingrediente principale. Sviluppa notevolmente le sue doti dopo essere entrata negli Elite 10, viaggiando per il mondo in modo da acquisire nuove conoscenze e abilità per imprimere ancora di più nei suoi piatti il suo senso materno e casalingo.

### Altri studenti del 2º anno
- Ikumi Mito (水戸 郁魅?, Mito Ikumi): ex-subordinata di Erina Nakiri, viene sconfitta da Sōma nel suo primo Shokugeki ed è costretta ad unirsi alla SR del Donburi, di cui diventa subito la leader. Ikumi è una ragazza atletica, molto forte e formosa, ragion per cui ha anche molti ammiratori, specie perché è solita cucinare indossando solo dei jeans inguinali e il top di un costume da bagno. Dopo essere stata battuta da Sōma si è presa una cotta per lui e permette solo a lui di chiamarla Nikumi. Ha dato un valido aiuto a Sōma nella distruzione del giro d'affari del Mozuya. Durante le Elezioni non riesce a qualificarsi tra i migliori 8, ma ottiene un punteggio elevato. Durante il Festival apre uno stand con la sua SR che, grazie ai suoi risultati, ora conta molti membri e realizzano parecchie vendite, classificandosi terzi. Viene espulsa agli Esami di Promozione perdendo contro un Elite 10. Viene reintegrata dopo la vittoria dei ribelli.
  - Stile culinario: Mito ha uno stile culinario basato su piatti a base di carne ad alta qualità prodotta dalla sua famiglia, infatti viene chiamata "Generale della Carne". La sua grande forza fisica le permette di tagliare le parti di minore qualità della carne con facilità estrema, ma il suo maggior punto di forza risiede nelle labbra estremamente sensibili, con cui determina la temperatura degli ingredienti e, a dispetto della sua forza, è dotata di grandissima delicatezza.
- Isami Aldini (イサミ・アルディーニ?, Isami Arudini): è il fratello gemello di Takumi, in Italia ha lavorato come cuoco presso la trattoria di famiglia. Ha un fisico particolare che lo rende grasso d'inverno e snello d'estate. È molto calmo e razionale e tiene molto al fratello, nonostante questo lo superi in cucina. Isami è uno dei migliori cuochi del primo anno, sebbene non riesca ad entrare tra i migliori otto. Durante il Festival scolastico lui e il fratello aprono uno stand insieme a parecchie ragazze ed ottengono eccellenti risultati. Viene espulso agli Esami di Promozione perdendo contro un Elite 10. Viene poi reintegrato a seguito della vittoria dei ribelli sulla Centrale.
  - Stile culinario: Come il fratello, anche i piatti di Isami combinano cucina italiana e giapponese. Nonostante sia un cuoco di indiscusso talento, non è allo stesso livello del fratello.
- Hisako Arato (新戸 緋沙子?, Arato Hisako): assistente di Erina e studentessa del secondo anno della Tōtsuki. Si comporta come una guardiana per Erina ed è anche la sua unica amica. Aspira a diventare l'assistente perfetta. Hisako è tra i migliori 8 cuochi del primo anno e alle elezioni viene sconfitta nel primo incontro da Akira. Non sentendosi degna di essere l'assistente di Erina, si allontana da lei. Durante la prima settimana dello Stagiaire, Hisako viene assegnata a lavorare insieme a Sōma e in questo periodo i due diventano amici, riuscendo anche a superare la prova. Torna in seguito accanto ad Erina, ma viene poi espulsa agli Esami di Promozione perdendo contro un Elite 10. Viene riammessa dopo la vittoria del team ribelle sulla Centrale e diventa l'assistente della nuova direttrice dell'Accademia: Erina.
  - Stile culinario: Hisako è specializzata nella cucina medicinale cinese, infatti la famiglia Arato discende da una lunga stirpe di medici. Usa questa profonda conoscenza nei suoi piatti in modo da stimolare fortemente i sensi dei suoi clienti, i quali provano sensazioni molto forti tanto da sentir migliorare la propria salute grazie alle conoscenze di cucina medicinale applicate ai suoi piatti.
- Subaru Mimasaka (美作 昴?, Mimasaka Subaru): è uno studente del secondo anno, soprannominato Re degli Stalker per l'abitudine di studiare i propri avversari inseguendoli ovunque. È una persona sadica che provoca i suoi avversari senza ritegno. Quando era piccolo era solito riprodurre sempre i piatti del padre, uno stimato e famoso chef, il quale però lo criticava perché non preparava mai niente di originale. Un giorno, Subaru perfezionò una ricetta del padre durante un ricevimento e il suo piatto piacque più di quello del padre. Subaru sperava di rendere il genitore fiero di lui, ma finì solo col farlo arrabbiare e venne mandato alla Totsuki. Dopo la sconfitta alle Elezioni contro Sōma capisce i suoi errori e cambia molto atteggiamento, aiutando Sōma al Festival e partecipando al Régiment de Cuisine, venendo però sconfitto da Sōmei. Ottiene un seggio degli Elite 10 dopo la vittoria del suo team, ma nei mesi seguenti lo perderà.
  - Stile Culinario: Subaru è una persona molto precisa e attenta ad ogni dettaglio ed usa queste abilità per copiare i piatti dei propri avversari e migliorarli per ottenere la vittoria. Subaru non ha uno stile vero e proprio, poiché si basa sull'imitazione del piatto dell'avversario. Nonostante il suo fisico imponente, Subaru ha una grande delicatezza e manualità in cucina e dispone di molta conoscenza grazie alla sua ossessione per lo spionaggio.

### Altri studenti del 3º anno
- Shōko Kaburagi (鏑木 祥子 Kaburagi Shōko?): è una studentessa del terzo anno. Mettendosi in mostra affrontando tutti gli altri rivali della Centrale che ambivano ad un posto tra gli Elite 10 è riuscita a conquistare il quinto seggio. Nel Régiment de Cuisine contro i Ribelli, Shōko affronta Tōsuke, venendo stracciata dall'ex terzo seggio. Perde il seggio dopo la sconfitta del resto del suo team.
- Julio Shiratsu (白津 樹利夫 Shiratsu Jurio?): è uno studente del terzo anno. Mettendosi in mostra affrontando tutti gli altri rivali della Centrale che ambivano ad un posto tra gli Elite 10 è riuscito a conquistare l'ottavo seggio. Ammirava fortemente Satoshi prima di scoprire che questi si fosse messo contro Azami. Nel Régiment de Cuisine viene stracciato da proprio da Satoshi. Perde il seggio dopo la vittoria dei ribelli.
  - Stile culinario: Julio è un esperto di cucina italiana, la cui famiglia da generazioni ha servito i piatti preparati all'ambasciata italiana. Considera l'intero processo culinario, dal cuoco alla preparazione, dagli ingredienti al piatto finale, un'opera d'arte. È solito muoversi in modo molto scenico quando cucina, come se fosse su un palco.
- Rentarō Kusunoki (楠 連太郎 Kusunoki Rentarō): Rentarō è un cuoco del terzo anno, ex-membro della Centrale. Rentarō è un cuoco arrogante che si fa fregio dell'essere stato scelto dalla Centrale e quindi si considera un eletto, superiore a chiunque non ne faccia parte, schernendo questi ultimi ed insultandoli pesantemente. È un tipo molto loquace, aggressivo e dalla scarsa pazienza. Viene sconfitto da Ryō.
  - Stile culinario: Rentarō è uno specialista del riscaldamento e padroneggia alla perfezione qualsiasi macchinario e tecnica che riguardi il riscaldamento, dai più tradizionali fino a quelli all'avanguardia tanto quelli di Alice Nakiri per la gastronomia molecolare. Padroneggia alla perfezione, in particolare, la cucina a bassa temperatura. Ciò sottintende una grande intelligenza e una conoscenza estremamente vasta del mondo della cucina. Quando cucina seriamente resta silente e concentrato, come se il suo atteggiamento spavaldo si concentrasse unicamente nel piatto che prepara.
- Mea Yanai (梁井 メア Yanai Mea): Mea è una cuoca del terzo anno, ex-membro della Centrale. È una ragazza arrogante, seppur sia meno rumorosa e abbia più autocontrollo di Rentarō. Nel primo giorno di Shokugeki tra rappresentanti di SR e Seminari e i membri della Centrale sconfigge facilmente tutti i suoi avversari senza neanche mettere in mostra le sue vere abilità, ma nella seconda perde contro Mito Ikumi.
- Shigemichi Kumai (熊井 繁道 Kumai Shigemichi): Shigemichi è uno studente del terzo anno ed è un cuoco taciturno e serio, estremamente muscoloso, tanto da poter sollevare una persona con un braccio senza sforzo. È un ex-membro della Centrale. Nella prima giornata degli Shokugeki tra SR e Seminari e i membri della Centrale vince facilmente tutte le sue sfide senza mostrare le sue vere capacità, ma nella seconda giornata viene completamente sconfitto da Megumi.
- Rui Kofuru (小古 類 Kofuru Rui): Rui è una studentessa del terzo anno ed è, similmente a Shigemichi, silenziosa e seria. È un ex-membro della Centrale. Nella prima giornata degli Shokugeki tra SR e Seminari e i membri della Centrale vince facilmente tutte le sue sfide senza mostrare le sue vere capacità, ma nella seconda giornata viene sconfitta per 2-1 da Marui, che riesce così a salvare il seminario Miyazato.

## Staff dell'accademia
- Erina Nakiri (薙切 えりな Nakiri Erina?): direttrice dell'accademia, ex-studentessa ed ex-detentrice del decimo posto degli Elite 10, è dotata di un palato finissimo, che le ha garantito il nome di Palato di Dio. Non riconosce il talento di Sōma a causa delle sue origini umili e per le sue provocazioni al test d'ingresso alla Tōtsuki e desidera cacciarlo dall'accademia. È una ragazza superba che distrugge ciò che non ritiene necessario per l'accademia. Profondamente ammirata da studenti e studentesse, che la ritengono irraggiungibile e perciò è soprannominata anche Regina di Ghiaccio. Il suo idolo culinario è Jōichirō Saiba, che lei considera un modello di perfezione culinaria, senza sapere per vari mesi che proprio Sōma ne fosse il figlio. Anche se non vuole darlo a vedere, le piace leggere manga shoujo e giocare a carte. Nel corso dell'anno Erina dimostra fin da subito il suo talento, ottenendo un successo dopo l'altro in ogni prova e sfida affrontata. Dopo essere stata portata al dormitorio Stella Polare per allontanarsi dall'influenza psicologicamente distruttiva del padre Azami, Erina fa amicizia con gli studenti del posto e ne diventa amica, assumendo un atteggiamento meno rigido e più aperto con le altre persone, decidendo di impegnarsi per proteggerle dalle trappole del padre. Per partecipare al Régiment de Cuisine dalla parte dei suoi amici, Erina abbandona il suo seggio di Elite 10. Scende in campo nel quarto turno della sfida, dove sconfigge facilmente Momo, il terzo seggio, nella specialità di quest'ultima: i dolci. La finale è una sfida a coppie costituita da un antipasto e da una portata principale dove lei e Sōma affrontano Rindō ed Eishi. Sōma sfrutta il palato divino di Erina per farsi aiutare a realizzare un piatto al di sopra delle sue doti individuali, ma che sembra molto più una portata principale che un antipasto. Sōma le dice che lei non può fare meglio di Eishi perché non ha una sua specialità e la sfida a preparare un piatto più buono del suo. Il suo scopo è far sì che il contrasto tra i due sapori elevi entrambi fino alla vittoria, affermando che se Erina non può preparare un piatto migliore del suo perderanno. Questa sorta di shokugeki tra compagni di squadra spinge Erina a cucinare con tutta la sua competitività e passione, cambiando idea e preparando negli ultimi dieci minuti, anche con l'aiuto di Sōma come sous-chef per finire in tempo, una pietanza eccellente che supera sia il piatto di Sōma che quello degli avversari. Malgrado il padre si rifiuti di riconoscere la bontà del suo piatto, tutti si rendono conto della sua superiorità e ciò porta i ribelli alla vittoria finale del Régiment. Ammette che grazie a Sōma ha trovato la sua specialità che ha permesso di garantire la vittoria ai ribelli, chiede a Sōma di prendersi il primo seggio, dicendogli però che lo avrebbe preso lei in uno shokugeki. Tuttavia, dopo che il nonno annuncia il suo ritiro, Sōma la propone come nuova direttrice, malgrado sia ancora una studentessa. Alla fine, convinta da suo nonno e da Sōma, accetta l'incarico e inizia ad amministrare l'accademia come direttrice.
  - Stile culinario: Erina, grazie al suo Palato di Dio, è in grado di individuare ogni più piccolo e impercettibile difetto di un piatto con un solo assaggio. I cibi altamente raffinati sono il suo credo e la perfezione nella loro preparazione la sua firma. È l'unica studentessa del primo anno ad essere più veloce di Sōma in cucina. Secondo Gin, Erina è destinata a diventare la più abile diplomata della storia dell'accademia. Le sue straordinarie capacità le hanno permesso di battere il record di suo padre come persona più giovane ad entrare negli Elite 10, conquistando il decimo seggio all'ultimo anno delle medie. Malgrado l'ordine dei seggi, Erina è in grado di affrontare senza problemi i migliori studenti del secondo e del terzo anno. Come afferma Senzaemon, Erina non possiede alcuna specialità perché, grazie al suo palato, riesce sempre a preparare piatti da altissima ristorazione, privi di difetti, e per riuscire a trovare la sua avrebbe dovuto cucinare con tutta la sua passione, mettendo in campo tutto il suo spirito combattivo e realizzando piatti che andassero oltre la perfezione stessa.
- Roland Chapelle (ローラン・シャペル Roran Shaperu): è uno dei docenti dell'accademia Tōtsuki ed è il capo della divisione di cucina francese. Ha la fama di non aver mai sorriso, ed è famoso per la severità delle sue lezioni, in cui i piatti non degni di una "A" ricevono solo una "E". Sōma alla prima lezione con Roland assieme a Megumi dà prova del suo talento presentando un piatto talmente buono che Chapelle non solo conferisce ai due una "A", ma addirittura sorride, scioccando tutti quanti.
- Fumio Daimidō (大御堂 ふみ緒?, Daimidō Fumio): è l'anziana direttrice del dormitorio Stella Polare, è lei a giudicare se uno studente è degno di entrare nel dormitorio giudicando uno dei suoi piatti. Si preoccupa molto per gli studenti del dormitorio e si organizza sempre incoraggiarli. È una cuoca molto abile.
- Jun Shiomi (汐見 潤 Shiomi Jun): insegnante dell'Accademia Tōtsuki e autorità mondiale nel campo delle spezie, grazie alle quali (secondo lei) tuttora, a 34 anni, ha un aspetto talmente giovane e minuto da venire scambiata per una studentessa delle scuole medie. Membro della 74ª generazione di cuochi della Tōtsuki ed ex-studentessa dello Stella Polare. Trovò anni addietro Akira Hayama in un quartiere povero dell'India.

## Ex-alunni della Tōtsuki
Gli ex-alunni sono il fantomatico 10% degli studenti che nel corso degli anni, una generazione dopo l'altra, ha ottenuto il diploma dell'Accademia Tōtsuki. Ogni ex-alunno è noto a livello internazionale spesso con il proprio ristorante già poco dopo il diploma. L'accademia ogni anno li contatta perché prendano parte ai vari eventi in cui devono selezionare gli studenti migliori mediante giudizi o espellendo i meno abili; in cambio gli ex-alunni hanno modo di conoscere in anticipo coloro che forse un giorno verranno a lavorare per loro.
- Gin Dōjima (堂島 銀?, Dōjima Gin): capo chef del Tōtsuki Resort, un hotel a 5 stelle di proprietà dell'Accademia Tōtsuki. Membro della 69ª generazione di cuochi della Tōtsuki, alla fine del primo anno ottenne il sesto posto degli Elite 10 per poi ottenere il primo posto durante il secondo anno. È riconosciuto come lo studente diplomatosi col miglior punteggio nella storia dell'accademia, tuttavia era nettamente inferiore al suo compagno di dormitorio e secondo seggio Jōichirō Saiba.
- Azami Nakiri (薙切 薊 Nakiri Azami) originariamente Azami Nakamura (中村 薊 Nakamura Azami): è il padre di Erina, membro della 71ª generazione di cuochi della Tōtsuki, che già al primo anno deteneva il terzo posto degli Elite 10 dopo Gin e Jōichirō mentre al secondo anno conquistò il primo posto. Alcuni anni dopo sposò la figlia di Senzaemon Nakiri e prese il cognome della loro famiglia. Diventa il nuovo direttore dell'Accademia dopo aver portato dalla sua parte sei degli attuali Elite 10. Il suo scopo è creare un'utopia gastronomica dove solo i ristoranti da lui approvati potranno esistere e dove solo i cuochi d'élite potranno inventare ricette degne mentre gli altri dovranno solo eseguirle senza discutere. Questa sua folle visione è originata dall'idea che il mondo culinario sia corrotto e che per questo il suo idolo di quando era studente, Jōichirō Saiba, smarrì la sua strada e smise di cucinare per diverso tempo, per poi aprire un semplice ristorante per la gente comune, che lui ritiene solo feccia.
- Hitoshi Sekimori (関守 平 Sekimori Hitoshi): capo chef e proprietario del Ginza Hinora, un ristorante a base di Sushi. È uno degli ex-allievi che giudicano gli studenti al Campo di Addestramento. Dopo averne visto il talento, è interessato ad avere Megumi Tadokoro come apprendista una volta che questa, da lui chiamata "Yukinko[1] delle verdure" si sarà diplomata.
- Kojirō Shinomiya (四宮 小次郎?, Shinomiya Kojirō): capo chef e proprietario dello Shino's, uno dei migliori ristoranti della Francia. Membro della 79ª generazione di cuochi della Tōtsuki, deteneva il primo posto degli Elite 10. Subito dopo essersi diplomato aprì il ristorante in uno dei quartieri più competitivi nel settore gastronomico, puntando a vincere la prestigiosa medaglia Pluspol, mai vinta da un cuoco giapponese.
- Fuyumi Mizuhara (水原 冬美?, Mizuhara Fuyumi): capo chef e proprietaria del Ristorante F., un ristorante di cucina italiana. Membro della 79ª generazione di cuochi della Tōtsuki, deteneva il secondo posto degli Elite 10, mentre il primo apparteneva a Shinomiya. Fuyumi era interessata a proporre a Sōma di venire a lavorare per lei dopo il diploma. Quando Hinako rischia di dire sciocchezze e non c'è Shinomiya a zittirla con un colpo in testa, se ne occupa lei. Partecipa anche da giudice alle semifinali delle Elezioni Autunnali. Molto fredda e inespressiva, ha la particolare caratteristica di sedersi con le ginocchia piegate vicino al petto[2].
- Donato Gotōda (ドナート 梧桐田?, Donāto Gotōda): chef e proprietario dell'albergo Tesoro e membro dell'80ª generazione di cuochi della Tōtsuki. Al Campo di Addestramento è uno degli ex-allievi col compito di sottoporre gli studenti a delle prove e di espellerli in caso di fallimento. Proprio come Hinako, apprezza molto il carattere di Megumi da lui soprannominata la "Koro-pok-guru[3] delle verdure".
- Hinako Inui  (乾 日向子?,  Inui Hinako): capo chef e proprietaria del Kirinoya, un ristorante di cucina giapponese. Membro dell'80ª generazione di cuochi della Tōtsuki, deteneva il secondo seggio degli Elite 10. Ai tempi dell'Accademia era molto legata a Shinomiya, tanto da mettersi a piangere il giorno del diploma di quest'ultimo, avendo saputo che sarebbe partito subito per la Francia. Quando dice sciocchezze che lo irritano, Shinomiya è solito colpirla in testa o sollevarla da terra con una mano in faccia. Crede fermamente che Megumi abbia un grande talento culinario, ma il suo modo di dimostrarlo inquieta non poco la giovane cuoca.
- Taki Tsunozaki (角崎 タキ Tsunozaki Taki): capo chef e proprietaria del Taki Amarillo, un ristorante di cucina spagnola. Membro dell'88ª generazione di cuochi della Tōtsuki, deteneva il secondo seggio. La sua abilità è già ben nota ed è diventata proprietaria di un ristorante nonostante si sia diplomata da meno di due anni. Taki è una donna aggressiva che odia se uno studente le parla in modo confidenziale o arrogante, inoltre insulta facilmente chiunque la contraddica, a meno che non sia una persona che rispetta.
- Sonoka Kikuchi (木久知 園果 Kikuchi Sonoka): capo chef e proprietaria del Shunkatei, un ristorante specializzato in cucina occidentale. Membro della 89ª generazione di cuochi della Tōtsuki, deteneva il secondo posto degli Elite 10. Già adesso è una chef assai famosa, nonostante sia diplomata da meno di un anno. Durante la seconda semifinale delle Elezioni Autunnali, quella tra Hayama e Kurokiba, non riesce a dare il voto decisivo per la vittoria dell'uno o dell'altro, ragion per cui la finale viene fatta a tre.
- Tōsuke Megishima (女木島 冬輔 Megishima Tōsuke): Tōsuke un giovane molto alto e grosso e ha un'aria perennemente annoiata. Non gli piacciono affatto gli Shokugeki, poiché non ritiene rispettoso usare la sua cucina come strumento per vincere delle sfide. Deteneva il terzo posto negli Elite 10 ed è uno dei quattro che non hanno votato per Azami come nuovo direttore, ragion per cui perde il suo seggio. Si unisce al team dei ribelli nel Régiment de Cuisine per rispetto alla determinazione di Sōma. Partecipa al primo match, dove sconfigge facilmente Shoko Kaburagi e partecipa anche al secondo turno, dove affronta Rindō. La sfida tra i due è estremamente dura, ma alla fine è la donna a trionfare. Dopo la vittoria del suo team riprende il seggio fino al diploma poco tempo dopo. Attualmente si trova a Parigi, proponendo il suo ramen ai francesi, molto soddisfatti della sua cucina.
  - Stile culinario: Tosuke è un cuoco dalle straordinarie capacità, capace di battere senza sforzo Shoko Kaburagi, il nuovo quinto seggio. La sua specialità è il ramen, pietanza nel quale viene ritenuto il maggior esperto in tutta l'Accademia. È rispettato in tutto il Giappone per la sua abilità in questo campo.
- Sōmei Saitō (斎藤 綜明 Saitō Sōmei): Sōmei è un tipo calmo, silenzioso e alto. Deteneva il quinto e poi il quarto seggio degli Elite 10. Ha i capelli rasati ovunque tranne al centro della testa, dove ha una cresta. Si atteggia come un samurai e vanta di seguire la disciplina del Bushidō. Quando affronta una sfida è molto rispettoso e leale col suo avversario, mettendo l'onore davanti a tutto. Sua madre, per mandare avanti il ristorante di sushi di famiglia, senza ricevere l'appoggio di nessun collaboratore in quanto donna, finì con l'ammalarsi gravemente. Per questo decise di dedicare la sua vita a combattere per proteggere il suo ristorante e portarlo all'apice nel campo del sushi. Nel Régiment de Cuisine batte Subaru, ma viene poi battuto da Sōma dopo una dura sfida. Perde il suo seggio dopo la vittoria dei ribelli, in seguito si diploma e si dedica al ristorante di sushi di famiglia, dove le prenotazioni dei clienti sono state fatte fino all'anno seguente.
  - Stile culinario: Sōmei è il più grande esperto di sushi dell'Accademia ed è solito usare la sua spada come strumento per tagliare il pesce. Persino Mimasaka non è stato in grado di copiarlo alla perfezione. È in grado di sfruttare la sua abilità in questo campo anche per piatti nei quali il pesce non sia l'elemento principale.
- Momo Akanegakubo(茜ヶ久保 もも Akanegakubo Momo): Momo è una ragazza minuta, sembra quasi una bambina, e porta sempre con sé un gatto di peluche. È suo lo stand che totalizza il guadagno maggiore all'interno dell'Area Residenziale al Festival. Momo è una dei sei membri dell'Elite 10 ad aver favorito Azami come nuovo direttore al posto di Senzaemon, passando dal quarto al terzo seggio dopo l'esclusione dei tre Elite ribelli. Momo dimostra anche un comportamento molto infantile, poiché, oltre al suo inseparabile peluche, parla di sé in terza persona[4], non parla mai con gli "sconosciuti" guardandoli negli occhi se non dopo un mese e ha paura di volare. Nel Régiment de Cuisine batte Megumi per 2-1, venendo poi completamente sconfitta da Erina. Dopo il diploma ha aperto una pasticceria di grande successo.
  - Stile culinario: grazie al suo formidabile senso estetico, Momo è la migliore pasticciera dell'intera Accademia. Dolci e torte sono la sua grande specialità e ne va molto fiera. Tutti i dolci da lei creati sono esteticamente sublimi e il loro sapore è ancora migliore dell'aspetto, infatti il grado di complessità per realizzarli non ammette il minimo errore.
- Rindō Kobayashi (小林 竜胆 Kobayashi Rindō): Rindō è una ragazza atletica, slanciata, coi capelli lunghi e con gli occhi particolari, con le pupille assottigliate come quelle di un felino, e i canini acuminati che ricordano quelli di un vampiro, inoltre tratta con confidenza chiunque. Deteneva il secondo seggio degli Elite 10. Non partecipa al Festival del banchetto lunare. Nonostante abbia una linea invidiabile, Rindō ha un appetito enorme, infatti nell'arco dei cinque giorni del Festival del banchetto lunare, assaggia tutti i piatti di tutti i 120 stand. Nel Régiment de Cuisine batte Megishima, per poi affrontare e sconfiggere Takumi. Viene sconfitta in finale da Sōma ed Erina, perdendo il suo seggio. Dopo il diploma ha continuato a viaggiare per mete sperdute alla ricerca di nuovi sapori insieme ad Eishi.
  - Stile Culinario: Rindō è una cuoca dalla straordinaria abilità e la sua specialità sono gli ingredienti rari e particolari. A causa della sua golosità ha usato la sua autorità di Elite 10 per viaggiare moltissimo in molti luoghi sperduti per assaggiare qualsiasi tipo di pietanza, persino gli insetti. Il suo insaziabile appetito e la sua curiosità sono una delle chiavi della sua abilità ed è maestra nell'uso di tali ingredienti particolari (come alligatori, arapaima, formiche, ecc...).
- Eishi Tsukasa(司 瑛士 Tsukasa Eishi): Eishi è un ragazzo con occhi e capelli bianchi e deteneva il primo seggio degli Elite 10, per quanto sembri un tipo serio, ha dei grossi problemi con le responsabilità che riguardano colui che detiene il primo seggio, come organizzare gli Shokugeki e tutta la parte burocratica ad essi relativa, cosa che lo manda in depressione. Si imbarazza anche a parlare in pubblico. Il suo atteggiamento remissivo fa sì che spesso alcuni membri degli Elite 10 gli affidino le cose burocratiche che invece dovrebbero fare loro. Nonostante l'atteggiamento calmo ed educato, ha occhi solo per la propria cucina e non gli importa di nient'altro e di nessun altro. La sua visione culinaria è molto simile a quella di Azami, con il quale si è incontrato spesso e con cui è arrivato a condividere gli ideali. Nel Régiment de Cuisine batte Kuga malgrado fosse aiutato da Subaru. In seguito affronta e sconfigge Satoshi. Nello scontro finale si occupa della portata principale e cucina il suo piatto migliore. Tuttavia viene sconfitto da Sōma ed Erina, perdendo il suo seggio a favore di Sōma. Dopo il diploma parte con Rindō per mete sperdute alla ricerca di nuovi sapori.
  - Stile culinario: Eishi è un cuoco di eccezionale talento, la sua cucina è estremamente elegante, raffinata e tende ad esaltare in modo assoluto tutti i sapori del suo piatto, escludendo qualsiasi sentimento ed emozione, estraniandosi da esso. Ciò sembra andare contro il concetto di specialità, ma è al tempo stesso il modo con cui esprime se stesso poiché solo lui è in grado di cucinare così. I suoi piatti hanno un elevatissimo grado di difficoltà, tanto che basterebbe un minimo errore a rovinarne il sapore completamente. Viene soprannominato "il Bianco Cavaliere della Tavola" proprio perché si dedica anima e corpo al sapore dei piatti che prepara, proprio come un cavaliere nei confronti del proprio re. La sua specialità è la cucina francese.

## Le Cuisiner Noir
'Le Cuisiner Noir'  sono un misterioso gruppo di chef clandestini che si dilettano in intimidazioni, rapimenti, sabotaggi, torture e persino omicidi. Sono considerati una banda illegale di chef oscuri. L'obiettivo esatto dei Noir è sconosciuto, ma sono specializzati nell'utilizzo di vari strumenti come motoseghe e grattugie per tagliare o presentare in modi insoliti e ottenere ingredienti molto rari e altamente illegali ma gustosi. Quattro mesi dopo il crollo dell'amministrazione Azami alla partita del reggimento, Le Cuisine Noir iniziò a riemergere dall'ombra e in qualche modo fu invitato al BLUE.
- Asahi Saiba (才波 朝陽?, Saiba Asahi), è il leader di "Le Cuisiner Noirs". La specialità di Asahi è "Cross-Knives", dove può assimilare istantaneamente le abilità speciali di molti chef semplicemente impugnando i loro utensili distintivi e persino moltiplicando quelle abilità per creare piatti senza precedenti. Viene rivelato che Asahi è il figlio di Azami. Quando Azami era ancora al liceo, ha avuto un'avventura di una notte con una donna americana e ha involontariamente generato Asahi. Questo prima che Azami incontrasse Mana. Vent'anni fa Azami abbandonò con noncuranza Asahi e sua madre, che conducevano una vita povera in America. Asahi è stato spesso abusato dalla madre alcolizzata. Quando sua madre morì, il giovane Asahi era stato mandato in un orfanotrofio. Qualche tempo durante la sua infanzia, ha incontrato Jōichirō, che poi lo ha accolto come suo unico discepolo.  Jōichirō visitava Asahi ogni volta che viaggiava in America per qualsiasi motivo. Quando la moglie di Jōichirō,Tamako è morta davanti agli occhi del giovane Soma, Jōichirō dice ad Asahi che non è più in grado di visitare l'America perché deve prendersi cura di Soma. A causa di ciò, Asahi accusa Soma di "aver rubato" suo "padre" e avrebbe voluto che fosse nato come Soma. Ad un certo punto nel tempo, ha preso l'antico cognome di Jōichirō come suo, diventando così Asahi Saiba, e diventando persino famigerato all'interno della società gastronomica sotterranea d'America. È stato rivelato quando Jōichirō non è stato in grado di tornare da Asahi a causa della morte di sua moglie, ad Asahi è stato dato da Joichiro il suo vecchio coltello da Totsuki come dovrebbe essere un regalo per un buon uso, ma Asahi lo usa per il suo guadagno egoistico, anche se non ha mai capito il significato dell'insegnamento di Jōichiro. Circa quattro mesi dopo il crollo dell'amministrazione Azami, Asahi inviò diversi Cheif Noir a invadere il Giappone, causando danni a Shokugeki in particolari aree, spingendo Erina a mandare il Consiglio dei Dieci Maestri in "viaggi d'affari" per ottenere informazioni sulle loro intenzioni. Asahi si infiltrò presto in Totsuki sotto le spoglie di un Docente e sfida e sconfigge Soma in un incontro di cucina con l'intenzione di fare di Erina sua moglie sfidandola in una resa dei conti di cucina al BLUE. Tuttavia Soma lo ha sconfitto in un match di vendetta alla semifinale dei BLU, impedendo ad Asahi di affrontare Erina. Circa un anno dopo il torneo BLU, Asahi ha scoperto che Azami è il suo padre biologico ed Erina è la sua sorellastra. Erina gli chiede di unirsi alla famiglia Nakiri dopo aver scoperto la loro vera relazione con Azami. Molti anni dopo che tutti gli studenti della Jewel Generation si sono diplomati, Asahi, ora ribattezzato come Asahi Nakiri (薙切 朝陽?, Nakiri Asahi) è ufficialmente diventato un insegnante nelle scuole medie e superiori di Totsuki, dove è molto popolare.
- Yunosuke (雄之 助?) è un secondo in comando e una spia giapponese per "Le Cuisine Noir". Prima di BLUE, è stato lui a rapire Erina affinché si unisse a BLUE sotto l'ordine di Asahi e quello che ha aiutato Asahi a infiltrarsi in Giappone. Yunosuke ha potuto accedere alle informazioni riservate riguardanti la lingua divina e la situazione della famiglia Nakiri. Ha anche aiutato Asahi a infiltrarsi in Tōtsuki in primo luogo. Quando Asahi ha saputo che la sua defunta madre aveva un'avventura di una notte con Azami, sia Yunosuke che Sarge confermano al loro capo che Azami è in realtà il suo padre biologico.
- Sarge (サージ?, Sāji) è uno chef severo e intollerante a tema militare di "Le Cuisiner Noir". Usa una motosega come strumento di cottura preferito. Dopo aver saltato le tre fasi di qualificazione del BLUE, raggiunge l'area di battaglia uno contro uno dove il suo avversario è Soma e il tema è "Torta di Natale". Sarge liquida con arroganza Soma basandosi su quello che le aveva detto Asahi, ma Soma la sconfigge senza sforzo. Sarge crede ancora di non poter competere con Asahi a causa della differenza di abilità, diventando alla fine il grande errore di lei e dei membri di Noir per sottovalutare la vera natura senza arrendersi di Soma, sia che fallisca o vinca. Quando Asahi ha saputo che la sua defunta madre aveva un'avventura di una notte con Azami, sia Sarge che Yunosuke confermano al loro leader che Azami è in realtà il suo padre biologico.
- Don Kalma (ドン・カルマ?, Don Karuma) è un eccentrico chef a tema barista di "Le Cuisiner Noir". Ha più di 20 travestiti dalla sua parte come sous chef, definendoli i suoi "figli", proprio come loro lo chiamano "mamma". Dopo aver saltato le tre fasi di qualificazione del BLUE, raggiunge la battaglia a squadre dove il suo avversario è Takumi. Prima della battaglia, sabota segretamente la partita rapendo il fratello minore di Takumi, Isami, finché Soma, che ha sconfitto Sarge, è arrivato in tempo per aiutare il suo alleato giurato e amico rivale. Viene quindi sconfitto dal piatto Yin Yang di Soma e Takumi, nello stesso momento in cui le due guardie dell'evento BLUE riescono a salvare Isami.
- Kou Shiou (煌 觜汪?, Shiō Kō) un subordinato di Asahi Saiba, proviene da una famiglia di assassini cinesi che ha adattato le loro tecniche di assassinio in cucina. Shiou è considerato come i primi cinque candidati più forti di BLU e brandisce artigli d'acciaio che possono sminuzzare la carne e trasfondere il cibo con cinque tipi di mix di condimento, ognuno dei quali soddisfa i cinque gusti. Viene sconfitto da Megumi.

## Altri personaggi
- Jōichirō Yukihira (幸平 城一郎?, Yukihira Jōichirō) originariamente Jōichirō Saiba (才波 城一郎 Saiba Jōichirō): padre di Sōma, membro della 69ª generazione di cuochi della Tōtsuki, 38 anni, sconfigge sempre il figlio nelle sfide culinarie. In passato è stato un allievo della Tōtsuki e studente del dormitorio Stella Polare, anche se abbandonò la scuola. È considerato uno chef straordinario in tutto il panorama gastronomico mondiale. Così come il figlio, alterna piatti ottimi a prototipi di piatti immangiabili. Quando era alla Tōtsuki ha occupato prima il settimo e poi il secondo posto degli Elite 10, ed era soprannominato "Asura" per l'aura minacciosa e oscura che lo circondava durante le sfide. Era considerato un genio insuperabile, con un talento che possiede una persona ogni secolo. Fu il suo stesso talento a sopraffarlo e a fargli perdere l'amore per la cucina, che riuscirà tempo dopo a ritrovare, dopo aver abbandonato l'Accademia, quando incontrò la sua futura moglie, dalla quale avrà il figlio Sōma. Diversamente dal figlio, Jōichirō iniziò a preparare piatti disgustosi solo perché si annoiava e per potersi distrarre, sebbene in seguito divenne per lui una divertente abitudine.
- Senzaemon Nakiri (薙切 仙左衛門?, Nakiri Senzaemon): ex-direttore dell'accademia e nonno di Erina ed Alice, rispettato e temuto da chiunque lavori nell'ambito gastronomico in Giappone, ha l'abitudine di spogliarsi (in certi casi addirittura facendo esplodere i vestiti) ogni qualvolta assaggia un piatto di alto livello. Dopo che Erina boccia Sōma lui, passato poco dopo per la cucina, assaggia il piatto del ragazzo e lo promuove personalmente. Senzaemon nutre profondo interesse verso i migliori studenti della scuola e dichiara immediatamente che il 99% degli allievi non prenderà il diploma. Con una decisione a maggioranza degli Elite 10, perde il ruolo di direttore a favore del genero Azami Nakiri. Fu lui a chiedere a Jōichirō di mandare Sōma alla Tōtsuki, nella speranza che il suo atteggiamento nei confronti della cucina potesse aiutare Erina a cambiare. Dopo la vittoria dei ribelli nel Régiment de Cuisine, annuncia il suo pensionamento e nomina sua nipote nuova direttrice.